# Mišo Juzmeski
Mišo Juzmeski (makedonsko Мишо Јузмески), makedonski pisatelj, publicist in fotograf, * 7. april 1966, Ohrid, † 30. april 2021, Ohrid.

## Biografija
Objavil je več knjig in drugih publikacij. Njegova prva knjiga, roman "Prehod skozi meglo", je bila prevedena v angleščino. Nekaj njegovih kratkih del je bilo prevedenih v tuje jezike.
Svoje fotografije je razstavljal na samostojnih in skupinskih razstavah, nekatere so se pojavile kot ilustracije v različnih publikacijah.
Delal je kot tolmač (njegov materni jezik je makedonski, a je govoril tudi bolgarsko, nizozemsko, angleško, francosko, nemško, italijansko, špansko in srbsko), urednik radijske postaje in časopisa. Že vrsto let je delal na projektih za razvoj kulture in turizma na podeželju.